# Історичний Ісус

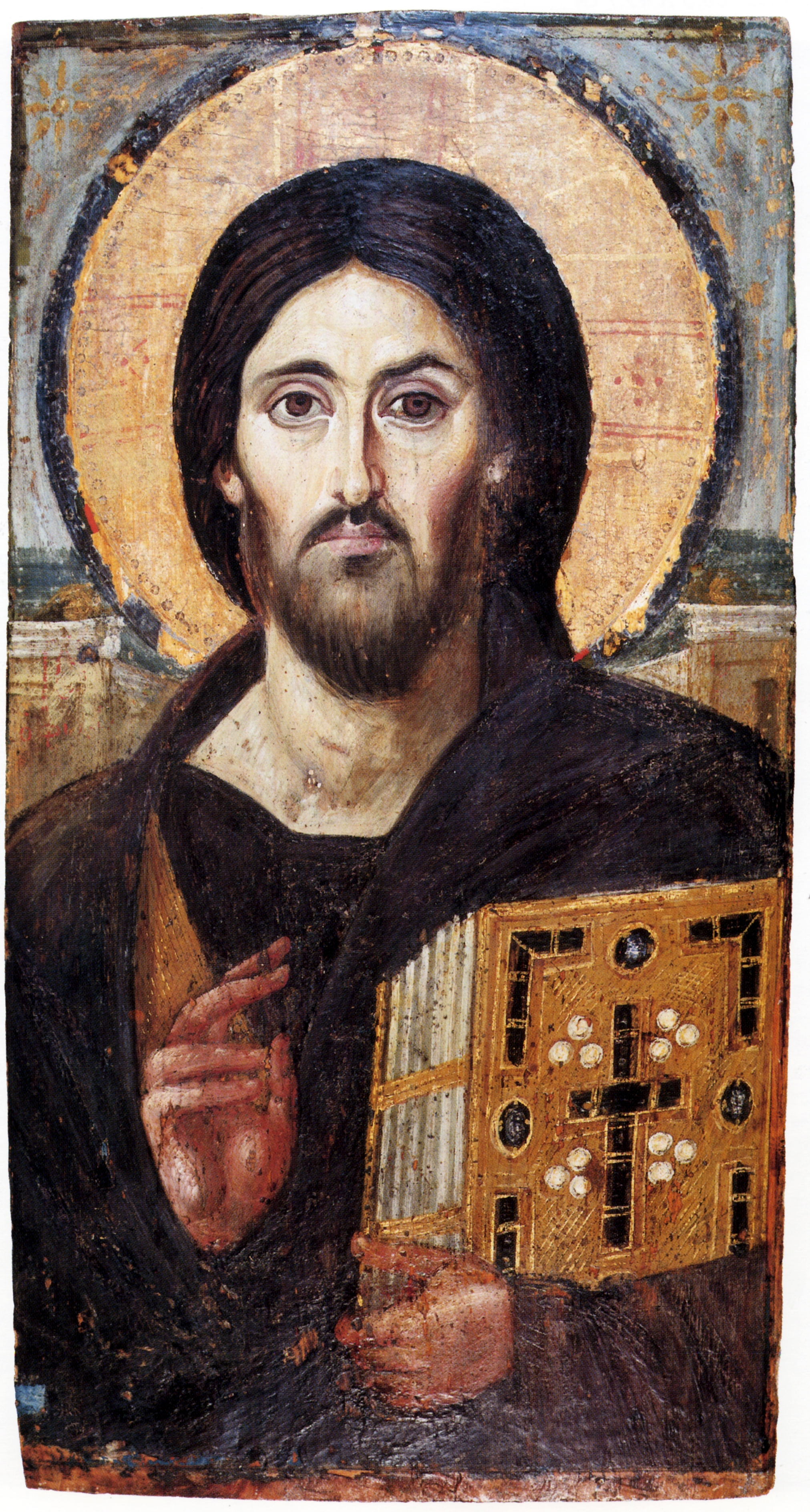
Ісус з Назарету — центральна фігура християнства.

Історичний Ісус — це реконструкція життя та вчення Ісуса критичними історичними методами, на відміну від христологічних визначень,  (Христос християнства) та інших християнських вчень про Ісуса. Ця реконструкція також враховує історичний та культурний контексти, в яких жив Ісус.
Практично всі дослідники античності погоджуються з тим, що Ісус існував. Реконструкції історичного Ісуса базуються на посланнях Павла та Євангеліях, в той час як деякі небіблійні джерела також свідчать про історичне існування Ісуса. Починаючи з 18 століття відбулися три окремі наукові пошуки історичного Ісуса, кожен з яких мав чіткі характеристики та пропонував нові та різні критерії дослідження.
Науковці мають розбіжності у переконаннях та вченнях Ісуса та точності біблійних джерел, але майже всі згідні з тим, що Ісус був охрещений Іваном Хрестителем і був розп'ятий за наказом римського префекта Понтія Пілата. Історичні дослідники Ісуса зазвичай стверджують, що він був галілейським євреєм та жив у часи месіанських та апокаліптичних очікувань. Деякі вчені приписують йому апокаліптичні декларації Євангелій, а інші зображають його «Царство Боже» як моральне, а не апокаліптичне за своєю суттю.
Портрети Ісуса, побудовані в цих процесах, часто відрізняються один від одного та від зображення, побудованого на євангельських записах. Ці портрети враховують портрет Ісуса як апокаліптичного пророка, харизматичного цілителя, цинічного філософа, єврейського месії, пророка соціальних змін та рабина, але наукової згоди щодо єдиного портрета немає, як і щодо методів, необхідних для його побудови. Однак серед різних портретів є спільні атрибути і вчені, які визнають одні ознаки, можуть визнати й інші.

## Історичне існування
Більшість дослідників античності погоджуються з тим, що Ісус існував. Історик Майкл Грант стверджує, що якщо до Нового Заповіту застосовувати загальноприйняті стандарти історичної текстової критики, то «ми не можемо відкидати існування Ісуса більше, ніж відкидати існування маси язичницьких персон, реальність яких як історичних постатей ніколи не ставиться під сумнів». Немає свідчень того, що письменники античності, які виступали проти християнства, ставили під сумнів існування Ісуса.

## Джерела

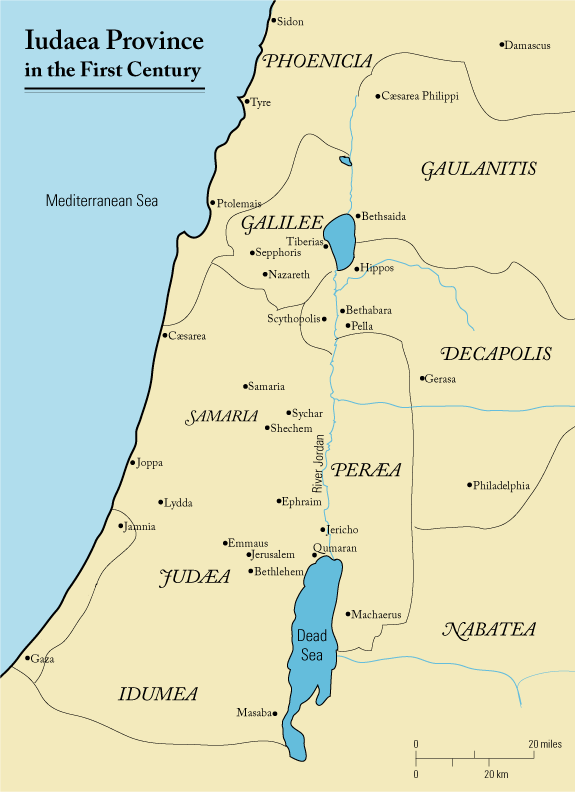
Провінція Юдея протягом І ст

### Новозавітні джерела

#### Синоптичні Євангелії

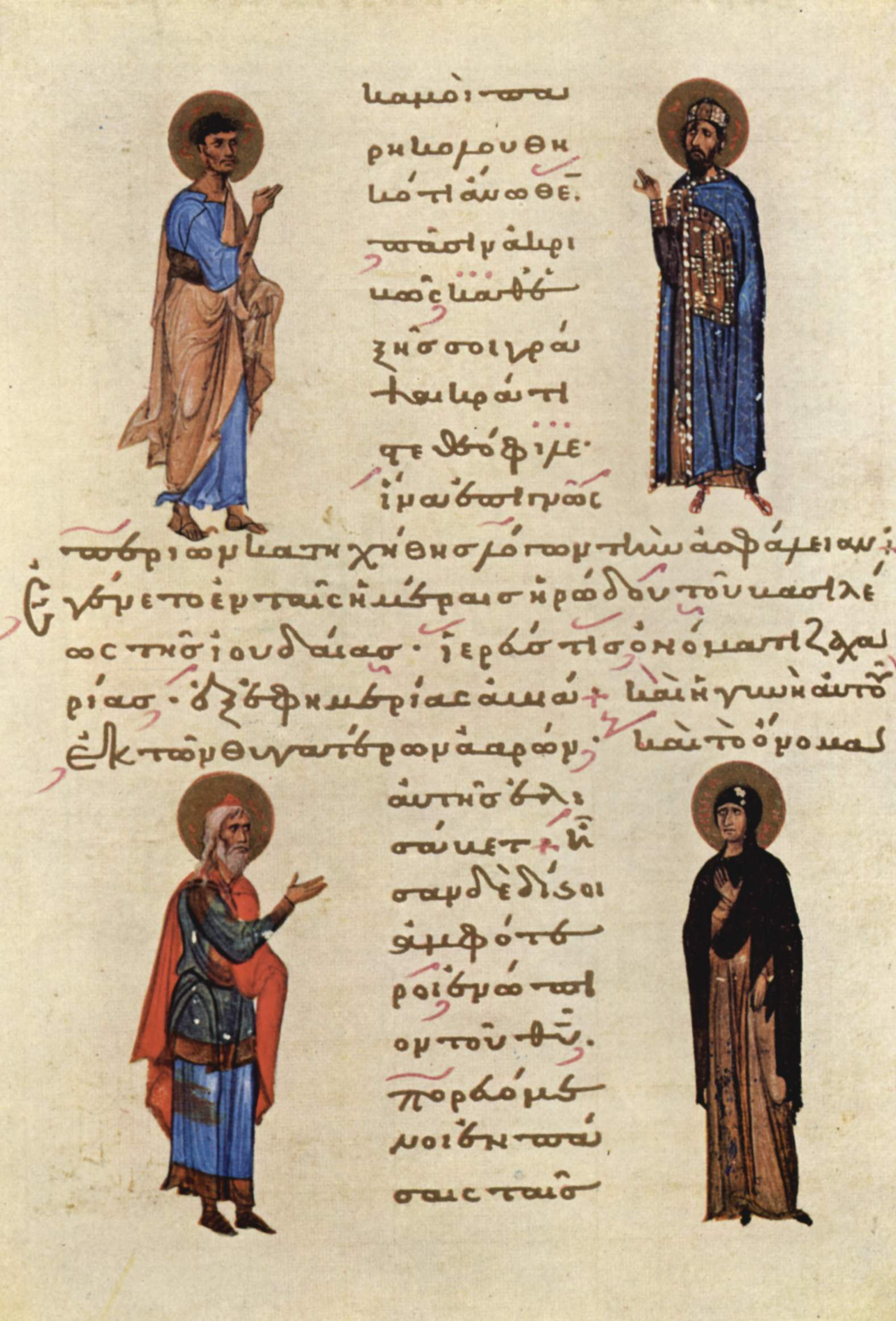
Візантійський рукопис 11 століття, який містить уривок Євангелія від Луки

Синоптичні Євангелії — це першоджерела історичної інформації про Ісуса та релігійний рух, який він заснував. Ці релігійні Євангелії — Євангеліє від Матвія, Євангеліє від Марка та Євангеліє від Луки — описують життя, служіння, розп'яття та воскресіння єврея на ім'я Ісус, який говорив арамейською мовою і носив цицит. Існують різні гіпотези щодо походження текстів, оскільки Євангелії Нового Завіту були написані грецькою мовою для грекомовних громад, а згодом перекладені на сирійську, латинську та коптську мови. Четверте Євангеліє, Євангеліє від Івана, сильно відрізняється від синоптичних Євангелій. Історики часто вивчають історичну достовірність Діянь Апостолів, коли досліджують надійність Євангелій, оскільки Книга Дій, імовірно, написана тим же автором, що і Євангеліє від Луки.

#### Послання Павла
У науковому консенсусі лише сім із чотирнадцяти послань Павла вважають справжніми. Вони датовані між 50 і 60 роками н. е. (тобто приблизно через двадцять-тридцять років після загальновизнаного часу смерті Ісуса), і це найдавніші християнські тексти, що містять інформацію про Ісуса. Хоча апостол Павло надає відносно мало біографічних відомостей про Ісуса і стверджує, що він ніколи не знав Ісуса та не був його прямим учнем, однак сповіщає про свою зустріч із ним, яка стала причиною зміни його життя. Апостол Павло дає зрозуміти, що вважає Ісуса справжньою людиною та євреєм. Більше того, він стверджує, що зустрічався з братом Ісуса Яковом.

### Небіблійні джерела
Окрім біблійних джерел, є низка згадок Ісуса в нехристиянських джерелах, які були використані в історичних аналізах існування Ісуса.

#### Таллос
Біблійний вчений Фредерік Фівіє Брюс каже, що найдавніші згадки про Ісуса поза Новим Заповітом трапляються близько 55 року н. е. від історика на ім'я Таллос. Історія Таллоса, як і переважна більшість стародавньої літератури, була втрачена, але не раніше, ніж її процитував християнський письменник Секст Юлій Африканський (бл. 160—240 рр. н. е.) у своїй «Історії світу» (бл. 220). Ця книга також була втрачена, але вже після того, як одну з цитат Таллоса взяв візантійський історик Георгій Синцел у своїй Хроніці (бл. 800). Немає засобів, за допомогою яких можна було б встановити визначеність щодо цієї чи будь-якої іншої втраченої згадки, часткових посилань та сумнівних посилань, які згадують про якийсь аспект життя чи смерті Ісуса, але, оцінюючи докази, доцільно зазначити, що вони існують:29–33:20–23.

#### Йосиф та Тацит
У працях єврейського історика Йосифа Флавія є два уривки та один із римського історика Тацита, які, як правило, вважаються хорошими доказами.
Старожитності Йосифа Флавія, написані близько 93–94 років після Різдва Христового, включають два посилання на біблійного Ісуса Христа у книгах 18 та 20. Загальна наукова думка полягає в тому, що хоча більш давній рукопис, відомий як Testimonium Flavianum, швидше за все, не є автентичним у всій його повноті, загально погоджується, що він спочатку складався з автентичного ядра, яке тоді підлягало християнській інтерполяції. З інших згадок про Йосифа, вчений Луї Х. Фельдман заявив, що «мало хто сумнівався в справжності» посилання Йосифа на Ісуса в античності 20, 9, 1 («брат Ісуса, якого звали Христом, на ім'я Яків»). Павло посилається на зустріч та взаємодію з Яковом, братом Ісуса, і оскільки ця угода між різними джерелами підтримує твердження Йосифа, це твердження піддається сумніву лише невеликою кількістю науковців.
Римський історик Тацит згадував про Христа і його страту Понтієм Пілатом у своїх «Анналах» (написано c. 116 р. н. е.), Книга 15, глава 44. Роберт Е. Ван Ворст заявляє, що дуже негативний тон коментарів Тацита щодо християн робить цей пасаж вкрай малоймовірним, що він був підроблений християнськими письменниками або книжниками, а Бойд і Едді стверджують, що посилання на Тацита зараз широко прийнято вважати незалежне підтвердження Христового розп'яття.

#### Талмуд
Інші міркування поза християнством включають можливі згадки про Ісуса в Талмуді. Талмуд дещо детально розповідає про ведення кримінальних справ Ізраїлю, тексти яких були зібрані 200—500 рр. н. е. Барт Ерман каже, що цей матеріал занадто пізній, щоб мати велику користь. Ерман пояснює, що «Ісус ніколи не згадується в найдавнішій частині Талмуду, Мішнах, але з'являється лише в пізніших коментарях Гемари» :67–69. Ісус не згадується по імені, але відбувається витончена атака на народження діви, що стосується позашлюбного сина римського солдата «Пантера» (Ерман каже: «Грецькою мовою слово для діви є партенос»), і посилання на чудеса Ісуса як «чорну магію» дізналися, коли він жив у Єгипті (як малюк). Ерман пише, що мало сучасних вчених трактують це як історичне :67.

#### Мара-бар Серапіон
Є лише один класичний письменник, який позитивно посилається на Ісуса, і це Мара бар Серапіон, сирійський стоїк, який написав своєму синові листа, якого також звали Серапіон, з римської в'язниці. Він говорить про Ісуса як про «мудрого царя» і порівнює його смерть від руки євреїв та смерть Сократа від рук афінян. Він пов'язує смерть «мудрого царя» з євреями, вигнаними з їхнього царства. Він також зазначає, що «мудрий король» живе через «нові закони, які він встановив». Датування цього листа є спірним, але, ймовірно, датується після 73 року нашої ери.

## Критико-історичне дослідження
Історична критика, також відома як історико-критичний метод або вища критика, — це галузь критики, яка досліджує витоки античних текстів, щоб зрозуміти «світ за текстом». Основна мета історичної критики — виявити первісний чи оригінальний зміст тексту в його первісному історичному контексті та його буквальному значенні. Історична критика почалася в 17 столітті і здобула всенародне визнання в 19-20 століттях.

### Історична надійність Євангелій
Історична достовірність Євангелій означає надійність та історичний характер чотирьох новозавітних євангелій як історичних документів 
Історики піддають Євангелія критичному аналізу, відрізняючи достовірну від можливих вигадок, перебільшень та змін. Оскільки в Новому Завіті є більше текстових варіантів (200—400 тис.), Ніж букв (приблизно 140 тис.), вчені використовують текстову критику, щоб визначити, які варіанти євангелії теоретично можна вважати «оригінальними». Щоб відповісти на це запитання, науковці мають запитати, хто писав Євангелії, коли вони писали їх, якою була мета їх написання які джерела використовували автори, наскільки надійні ці джерела та наскільки віддалені в часі джерела були з оповідань, які вони розповідають, або якщо вони були змінені пізніше. Науковці можуть також заглянути у внутрішні докази документів, щоб побачити, чи, наприклад, у документі є неправильно написані тексти з єврейського Танаха, висунуті неправильні претензії щодо географії, якщо автор, схоже, має приховану інформацію, або якщо автор має сфабрикували пророцтво Нарешті, вчені звертаються до зовнішніх джерел, включаючи свідчення ранніх церковних авторитетів, до письменників поза церквою, насамперед єврейських та греко-римських істориків, які, швидше за все, піддадуть критиці церкву та археологічні свідчення.

### Питання про історичного Ісуса

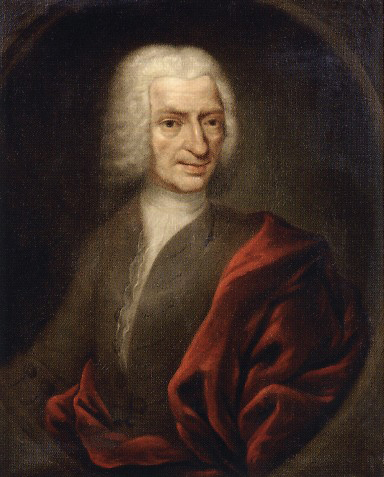
Герман Самуїл Реймар (1694—1768) вивчав історичного Ісуса.

#### Перші пошуки
Наукові зусилля з реконструкції «автентичної» історичної картини Ісуса були результатом скептицизму Просвітництва кінця XVIII ст.:1 Бібліограф Герд Тейссен пояснює: «Це стосувалося подання історично правдивого життя Ісуса, яке функціонувало теологічно як критична сила проти [усталеної римо-католицької] Христології». :1 Першим вченим, який таким чином відокремив історичного Ісуса від богословського Ісуса, був філософ, письменник, класицист, гебраїст та вільний мислитель просвітництва Герман Самуїл Реймар (1694—1768). Копії творів Реймара було відкрито Г. Е. Лессінгом (1729—1781) у бібліотеці Вольфенбюттеля, де бібліотекарем був Лессінг. Реймар залишив дозвіл на публікацію його творів після смерті, і Лессінг зробив це між 1774 і 1778 роками, опублікувавши їх як Die Fragmente eines unskannten Autors («Фрагменти невідомого автора»). З часом вони стали називатися фрагментами Вольфенбюттеля після бібліотеки, де працював Лессінг. Реймар розрізняв те, чого навчав Ісус, і те, як він зображений у Новому Завіті. За словами Реймара, Ісус був політичним Месією, який не зміг створити політичні зміни і був страчений. Потім його учні вкрали тіло і вигадали історію про воскресіння для особистої вигоди. :46–48 Суперечлива робота Реймара викликала відповідь «батька історичних критичних досліджень» Йоганна Семлера в 1779 році, Beantwortung der Fragmente eines Ungenannten (відповідаючи на фрагменти невідомого). :43–45;355–359 Сеймлер спростував аргументи Реймара, але це спричинило мало наслідків. Писання Реймара вже внесли тривалі зміни, даючи зрозуміти, що критика може існувати незалежно від теології та віри, а також засновуючи історичні дослідження Ісуса в рамках цього нерелігійного погляду. :346–350 :48

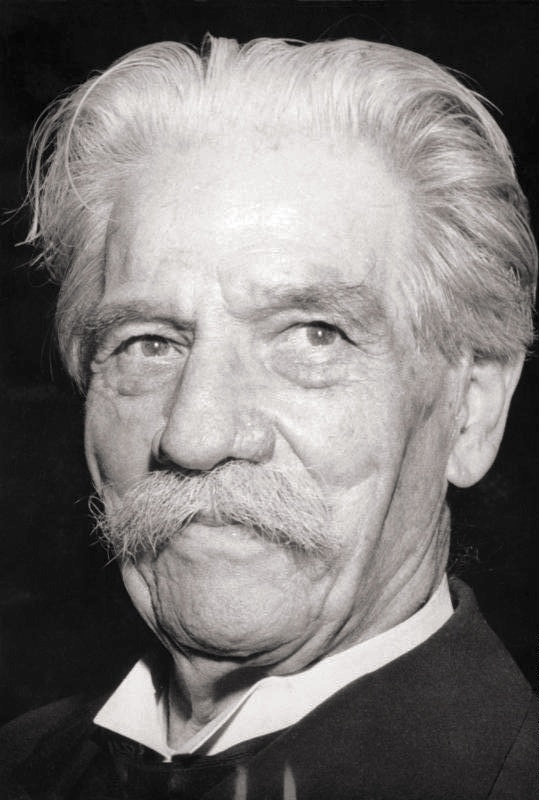
Альберт Швейцер, книга якого придумала термін Пошуки історичного Ісуса

#### Другі пошуки
Другі пошуки розпочалися в 1953 р. і запровадили низку нових методик, але згасли у 1970-х.

#### Треті пошуки
У 1980-х рр. Ряд науковців поступово почали впроваджувати нові ідеї досліджень ініціюючи третє питання яке характеризується останніми дослідницькими підходами. Одним із сучасних аспектів третіх пошуків була роль археології; Джеймс Чарльворт стверджує, що сучасні вчені хочуть використовувати археологічні відкриття, які уточнюють природу життя в Галілеї та Юдеї за часів Ісуса. Наступною характеристикою третіх пошуків був міждисциплінарний та глобальний характер його наукової діяльності. Хоча перші два квести в основному здійснювались європейськими протестантськими богословами, сучасним аспектом третього квесту є світовий приплив науковців з різних дисциплін. Останнім часом історики зосереджували свою увагу на історичних творах, пов'язаних із епохою, в якій жив Ісус або на свідченнях про його родину.
До кінця ХХ століття вчений Том Холмен пише, що скептицизм до Просвітництва поступився місцем більш "довірливому ставленню до історичної достовірності джерел […] [В даний час] переконання Сандерса (ми знаємо досить багато про Ісуса) характеризує більшість сучасних досліджень ". :43 Відображаючи цей зсув, фраза «пошуки історичного Ісуса» значною мірою була замінена дослідженням життя Ісуса. :33

#### Зменшення автентичності
З кінця 1900-х років зростає занепокоєння щодо корисності критеріїв достовірності.  За словами Ле Донна, використання таких критеріїв є формою «позитивістської історіографії». За словами Кріса Кіта, історичний Ісус є «в кінцевому рахунку недосяжним, але його можна висунути на основі інтерпретацій ранніх християн, і як частина більшого процесу обліку того, як і чому ранні християни прийшли подивитися на Ісуса» так, як вони це зробили ". За словами Кіта, «ці дві моделі є методологічно та гносеологічно несумісними», що ставить під сумнів методи та мету першої моделі.

## Консенсусні знання про Ісуса

### Хрещення та розп'яття

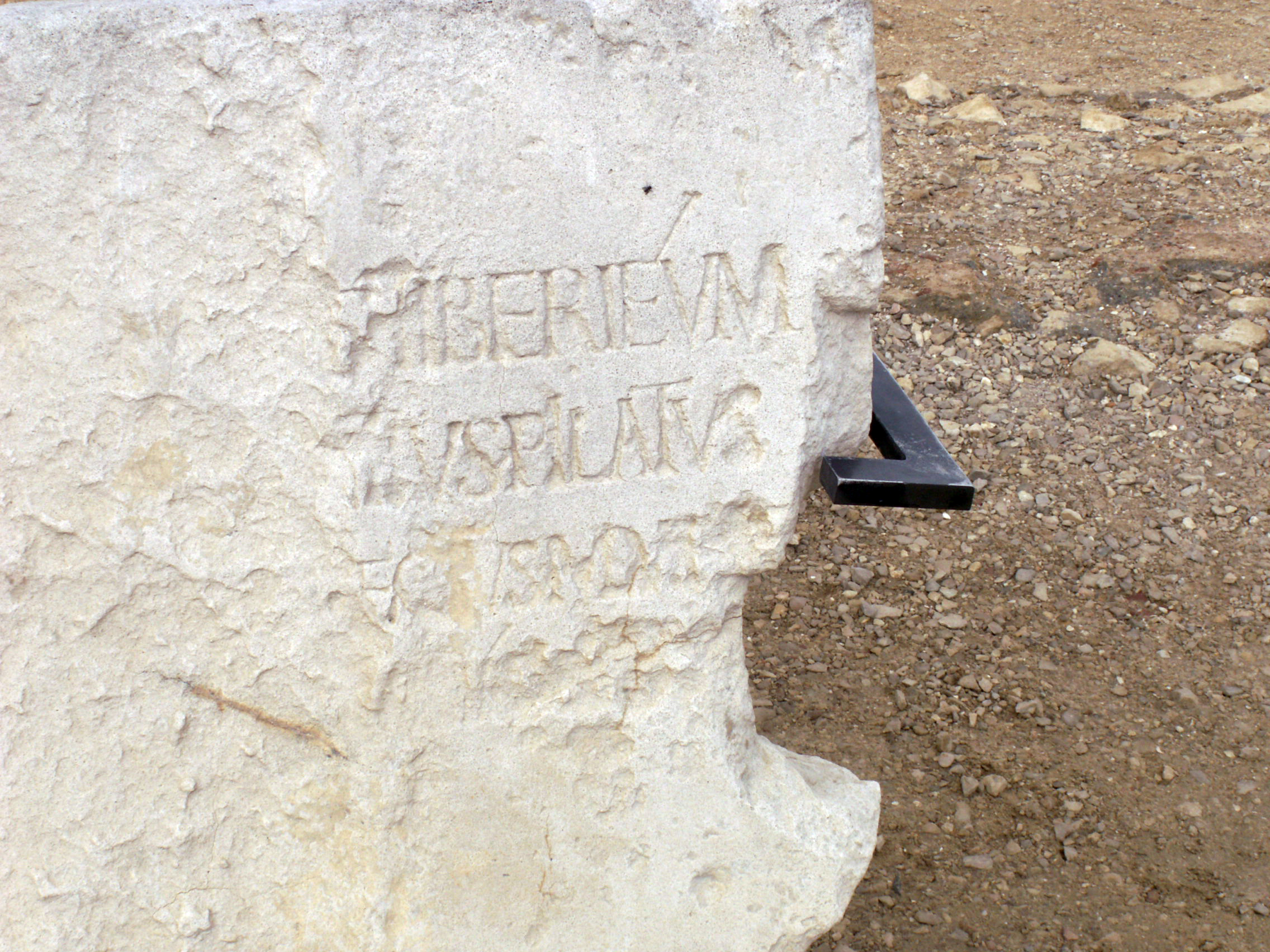
Пілатів камінь із Кесарії Марітіми, зараз в Ізраїльському музеї

Серед науковців існує широка розбіжність щодо деталей життя Ісуса, згаданих в євангельських розповідях, та про значення його вчення. Науковці відрізняються історичністю конкретних епізодів, описаних у біблійних розповідях про Ісуса, але майже всі сучасні вчені вважають його хрещення та розп'яття історичними фактами.

#### Хрещення
Про існування Іоанна Хрестителя в ті ж часові рамки, що і Ісус, і його можливу страту Іродом Антипою засвідчує історик Іосиф І століття, і переважна більшість сучасних вчених вважають, що відомості Йосифа Іосифа про діяльність Івана Хрестителя є достовірними. Одним із аргументів на користь історичності Хрещення Ісуса Іваном є критерій збентеження, тобто, це історія, яку ранньохристиянська Церква ніколи не хотіла б вигадувати. Ще один аргумент, що використовується на користь історичності хрещення, полягає в тому, що на нього посилаються кілька записів, які зазвичай називають критерієм багаторазової атестації. Технічно багаторазова атестація не гарантує справжність, а лише вимірює античність. Однак для більшості науковців разом із критерієм збентеження це надає правдивості тому, що Іоанне хрещення Ісуса є історичною подією.

#### Розп'яття
Джон П. Мейєр розглядає розп'яття Ісуса як історичний факт і стверджує, що, ґрунтуючись на критерії збентеження, християни не придумали б болісної смерті свого лідера. Мейєр зазначає, що ряд інших критеріїв — критерій багаторазової атестації (тобто підтвердження більш ніж одним джерелом), критерій узгодженості (тобто, що він відповідає іншим історичним елементам) і критерій відхилення (тобто, що це не заперечується давніми джерелами) — допомагають встановити розп'яття Ісуса як історичну подію. Едді і Бойд стверджують, що зараз твердо встановлено, що існує нехристиянське підтвердження розп'яття Ісуса — посилаючись на згадки в Йосифа та Тацита.
Більшість науковців у третьому пошуках історичного Ісуса вважають розп'яття безперечним як це роблять Барт Ерман, Джон Домінік Кросан та Джеймс Данн. Хоча вчені погоджуються з історичністю розп'яття, вони різняться за причиною та контекстом його, наприклад, і Е. П. Сандерс, і Паула Фредріксен підтримують історичність розп'яття, але стверджують, що Ісус не передбачив власного розп'яття і що його передбачення розп'яття — це християнська історія. Геза Вермес також розглядає розп'яття як історичну подію, але вважає, що це було пов'язано з тим, що Ісус заперечував римську владу.

### Інші, можливо, історичні елементи
Окрім двох історичних елементів хрещення та розп'яття, вчені відносять різний рівень визначеності до різних інших аспектів життя Ісуса, хоча загальної згоди серед учених щодо цих питань немає: 
- Ісус обрав учнів: Іоанн П. Мейєр бачить покликання учнів природним наслідком наявної інформації про Ісуса.[15][114][119] Том Райт визнає, що було дванадцять учнів, але вважає, що список їхніх імен неможливо визначити з певністю. Джон Домінік Кросан не погоджується, заявляючи, що Ісус не кликав учнів і мав «відкритий для всіх» егалітарний підхід, не нав'язував ієрархії та проповідував усім рівним чином.[15]
- Ісус викликав суперечку в Храмі.[15][114][119]
- Ісус був галілейським євреєм, який народився між 7 та 2 роками   До н. е. і помер 30–36   рр.[120][121][122]
- Ісус жив лише в Галілеї та Юдеї:[123][124][125] Більшість науковців заперечують, що є докази того, що дорослий Ісус їздив чи навчався за межами Галілеї та Юдеї.[126][127][128] «Історичний Ісус в останніх дослідженнях» під редакцією Джеймса Д. Г. Данна та Скотта МакКайнта 2006 ISBN   1-57506-100-7 -сторінка 303 Маркус Борг стверджує, що припущення про те, що дорослий Ісус подорожував до Єгипту чи Індії, є «без історичної підстави»[129][130] Талмуд кілька разів посилається на «Ісуса Назарянина» та науковців таких як Андреас Костенбергер та Роберт Ван Ворст які вважають, що деякі з цих посилань стосуються Ісуса.[131][132] Назарет не згадується в єврейській Біблії, а християнські Євангелії зображують це як незначне село, Іван 1:46, запитуючи «Чи може з Назарету вийти якесь добре?»[133] Крейг С. Кінер заявляє, що рідко хто стане оскаржувати те, що Ісус був із Назарету, малозрозумілого невеликого селища, не гідного вигадки.[133][134] Герд Theissen погоджується з цим висновком.[135] Коран чотирнадцять разів згадує про «Ісуса, сина Марії», і зображує його як видатного пророка, хоч і не «Сина Божого», а також не згадує про Назарет.
- Ісус розмовляв арамейською мовою, і він, можливо, також говорив на івриті та грецькій мові.[136][137][138][139] Мови, які розмовляли в Галілеї та Юдеї протягом І століття, включають семітську арамейську та івритську мови, а також грецьку, найбільш використовуваною тоді була арамейська мова.[136][137] Більшість вчених погоджуються, що на початку 1-го століття арамейська мова була рідною мовою практично всіх жінок Галілеї та Юдеї.
- Після його смерті його учні проповідували, а деяких учнів переслідували.[15][114]

Деякі вчені запропонували додаткові додаткові історичні можливості, такі як:
- Орієнтовну хронологію Ісуса можна оцінити з нехристиянських джерел і підтвердити, порівнюючи їх з новозавітними розповідями.[120][140]
- Ствердження про зовнішність чи етнічну приналежність Ісуса здебільшого суб'єктивні, засновані на культурних стереотипах та суспільних тенденціях, а не на науковому аналізі.[141][142][143]
- Хрещення Ісуса Іоанном Хрестителем може бути датоване приблизно від посилань Йосифа на Старовинні 18.5.2 до дати 28–35 н. е.[100][144][145][146][147]
- Головною темою його вчення було Царство Боже, і він виклав це вчення в притчах, які були дивними та часом бентежили інших.[148]
- Ісус навчав етиці прощення, вираженої в афоризмах, таких як «поверніть іншу щоку» або «пройдіть зайву милю».[148]
- Дата розп'яття Ісуса була раніше 36 року нашої ери, виходячи з дат префектури Понтія Пілата, який був намісником Римської Юдеї, з 26 до 36 року нашої ери.[149][150][151]

## Портрети історичного Ісуса
Науковці, які беруть участь у третьому пошуку історичного Ісуса, сконструювали різноманітні портрети та профілі для Ісуса. Однак щодо портретів чи методів, які використовуються для їх побудови, є мало наукової згоди. Портрети Ісуса, побудовані в пошуках історичного Ісуса, часто відрізняються один від одного та від зображення, зображеного в євангельських розповідях. Ці портрети включають портрет Ісуса як пророка, харизматичного цілителя, філософа, єврейського Месії та пророка соціальних змін але в науковому відношенні щодо єдиного портрета мало наукових згод, або методів, необхідних для його побудови. Однак у різних портретів є атрибути, що збігаються, і вчені, які незгодні щодо одних ознак, можуть погоджуватися щодо інших.

### Непоширені погляди
Інші вчені представляли портрети:
- Бен Вітрінгтон підтримує погляд «Мудреця мудрості» і заявляє, що Ісуса найкраще розуміти як вчителя мудрості, який бачив себе як втілення Божої Мудрості.[154][155]
- Брюс Чілтон бачить Ісуса як рабина.[156]
- Портрет Джона П. Мейєра про Ісуса як маргінального єврея побудований на думці, що Ісус свідомо маргіналізував себе різними способами, спочатку відмовившись від своєї професії тесляра і ставши проповідником без засобів підтримки, а потім сперечаючись проти вчення та традиції того часу.[28][154]

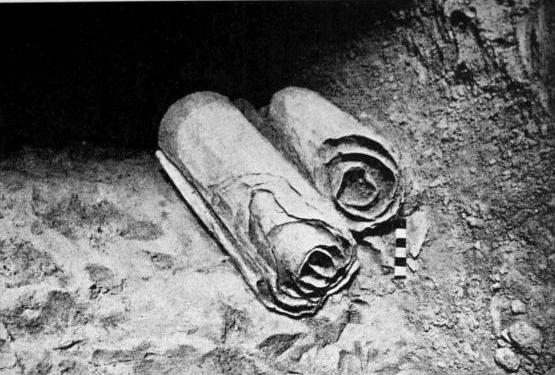
Два сувої Мертвого моря в печері вони були знайдені, перш ніж їх зняли археологи.